# Reggie Pridmore
Reginald ("Reggie") George Pridmore (Edgbaston, Birmingham, 29. travnja 1886. — kod rijeke Piave u sj. Italiji, 13. ožujka 1918.) bio je engleski hokejaš na travi.
Osvojio je zlatno odličje na hokejaškom turniru na Olimpijskim igrama 1908. u Londonu igrajući za Englesku. 
Pridmore je bio i kriketašem. Bio je prvorazrednim igračem kriketa, a igrao je na položaju desnog udarača (right-hand batsman) za Warwickshire.
Poginio je krajem Prvog svjetskog rata kao vojnik na bojištu, nedaleko od rijeke Piave. Bio je časnikom, a nosio je čin topničkog bojnika u Kraljevskom poljskom topništvu. Pokopan je na obližnjem engleskom vojnom groblju Giavera.